# My Funny Valentine
My Funny Valentine ist eine Ballade aus dem Broadway-Musical Babes in Arms, komponiert von Richard Rodgers mit dem Text von Lorenz Hart aus dem Jahr 1937.
Sie wurde durch die Versionen von Chet Baker und Miles Davis zu einem beliebten Jazzstandard des Modern Jazz.

## Der Titel
Der Liedtext enthält ungewöhnliche Aussagen: Der Mund des besungenen Mannes Valentine sei etwas weichlich; er solle sich aber nicht ändern, weil er gerade so geliebt werde.
Die Liedmelodie geht über 36 Takte, in der Liedform AA1BA2, wobei Teil A2 um vier auf zwölf Takte verlängert ist. „Die A-Teile sind völlig logisch aus einem schlichten Motiv der ersten beiden Takte entwickelt, das im Laufe der A-Teile wiederholt oder abgewandelt wird.“ Harmonisch beginnt die Ballade auf einer Moll-Parallele; die ersten Teile führen auch über einen Trugschluss wiederum nach Moll. Erst in den letzten vier Takten des Songs wird die Tonika erreicht. Der Song wird üblicherweise in einem moderaten Tempo vorgetragen.

## Erste Aufnahmen
Auf der Bühne wurde My Funny Valentine 1937 von Mitzi Green vorgetragen. Das Potenzial der Ballade wurde nicht gleich erkannt. Der Song war daher in der Filmfassung des Musicals nicht enthalten. Erst 1945 gelangte der Song in der Interpretation durch Hal McIntyre und sein Orchester (mit Sängerin Ruth Gaylor) in die amerikanischen Charts (# 16), wo er jedoch nur eine Woche blieb.

## Der Weg zum Jazzstandard
Größere Bekanntheit erlangte er aber erstmals 1952 durch Chet Bakers erste Einspielung mit Gerry Mulligan, die eine „Kultaufnahme“ wurde; der Bassist der Band, Carson Smith, hatte den damals eher obskuren Song in einem Songbook gefunden. 1955 spielte Miles Davis den Titel erstmals (mit John Coltrane) ein; 1956 folgte Ella Fitzgerald mit dem Buddy Bregman Orchestra. Dies führte endgültig dazu, My Funny Valentine als viel bespielten Jazzstandard im Modern Jazz zu etablieren. Miles Davis nahm dann 1959 bei einem Konzert bei einer Jazzparty im New Yorker Plaza Hotel (Jazz at the Plaza, Vol. 1) eine atemberaubende weitere Version mit Bill Evans auf und sollte das Stück im Laufe seiner Karriere noch weiter ausfeilen.
Die Komposition gehört inzwischen zum klassischen Repertoire des Modern Jazz und wurde außer von den genannten von vielen Musikern, unter anderem von Franco Ambrosetti, Art Blakey, Conte Candoli, Ron Carter/Cedar Walton, Sammy Davis Jr, Bill Evans, Tal Farlow, Art Farmer, Erroll Garner, Stan Getz, Jimmy Giuffre, Grant Green, Woody Herman, Barney Kessel, Eartha Kitt (mit Rolf und Joachim Kühn), Gerry Mulligan, Oscar Peterson, Bud Powell, Jimmy Raney, Dianne Reeves, Frank Sinatra, Jimmy Smith, Bobby Timmons, Sarah Vaughan, Larry Young und Michael Buble eingespielt.

## Wichtige Aufnahmen im Jazz
- Chet Baker, Gerry Mulligan, Carson Smith, Chico Hamilton: My Funny Valentine (Blue Note, 1952)
- Miles Davis: Cookin’ (Prestige/OJC, 1956) mit John Coltrane, Jazz at the Plaza, Vol. 1 (Columbia, 1959) mit Bill Evans, My Funny Valentine/The Complete Concert (Columbia, 1964)
- Bill Evans, Jim Hall: Undercurrent (Riverside, 1962)
- Chet Baker, Rachel Gould: All Blues (wiederaufgelegt bei Celeste)

## Karriere in der Popmusik
Auch im Bereich der populären Musik wurde der Titel nach 1952 wiederholt veröffentlicht:
- 1953 von Frank Sinatra auf seinem Album Songs for Young Lovers und in hunderten seiner Liveauftritte bis 1994[6]
- 1960 von Dinah Shore. Sie nahm den Song für ihr Album mit André Previn auf, Dinah Sings, Previn Plays.
- 1967 von Barbra Streisand für ihr Album Simply Streisand.
- 1967 von Joe Dassin auf seinem Album Les deux Mondes de Joe Dassin.
- 1976 von Dolly Parton.
- 1979 von Elvis Costello auf zwei Single-Auskopplungen, enthalten auf der Kompilation Taking Liberties (1980).
- 1983 von Rickie Lee Jones auf dem Album Girl at Her Volcano
- 1985 von Nico auf ihrem letzten Soloalbum, Camera Obscura.
- 1990 von Carly Simon auf ihrem nach dem Lied von Rodgers benannten Album My Romance.
- 1994 von Katja Ebstein auf ihrem Album Ebstein.
- 1994 von Van Morrison auf seinem Album A Night in San Francisco.
- 2001 von Kristin Chenoweth auf ihrem Album Let Yourself Go.
- 2004 von Angela McCluskey auf ihrem Album The Things We Do.
- 2005 von Rufus Wainwright auf der Kompilation Sweetheart 2005.
- 2008 von Jacqui Naylor auf ihrem Album You Don't Know Jacq.
- 2009 von Trance Groove (gesungen von Isis Zerlett) auf ihrem Album Playing with the Chelsea Girls.
- 2011 von Udo Jürgens auf seinem Album Der Mann mit dem Fagott (Soundtrack).
- 2012 von Melanie C auf ihrem Album Stages.
- 2013 von Valentina Monetta auf ihrem Album La Storia di Valentina Monetta.
- 2021 von Sting und Herbie Hancock

## Verwendung im Spielfilm
Auch in Filmen wurde der Song vorgetragen:
- 1957 von Trudy Erwin (Stimmdouble für Kim Novak) in Pal Joey
- 1989 von Michelle Pfeiffer in Die fabelhaften Baker Boys
- 1995 von Chaka Khan in Waiting for Exhale
- 1999 von Matt Damon in Der talentierte Mr. Ripley
- 2014 von Alice Eve und Chris Evens in Before We Go